# Marcipa magniplaga
Marcipa magniplaga är en fjärilsart som beskrevs av George Francis Hampson 1926. Marcipa magniplaga ingår i släktet Marcipa och familjen nattflyn. Inga underarter finns listade i Catalogue of Life.